# チャールズ・エルトン
チャールズ・サザーラント・エルトン（Charles Sutherland Elton 1900年3月29日－1991年5月1日）は、イギリスの動物学者、動物生態学者。食物連鎖などの個体群生態学、群集生態学の成立と外来種研究に影響を与えた。

## 生涯
エルトンはマンチェスターで人文学者オリバー・エルトンと童話作家レティシア・メイナード・エルトンの子として生まれた。リバプール大学とオックスフォード大学で教育を受け、1922年に動物学の学士を得た。彼の科学的な目標は、動物と環境の相互作用の研究に科学的手法を導入し、博物学を生態学へと転換させることであった。まだ大学生であった1921年にスピッツベルゲンへ遠征したジュリアン・ハクスリーの助手として同行した。そこで極地性脊椎動物の調査を行い、それ以降三度（1923年,1924年,1930年）の北極探検プロジェクトに参加した。この北極での経験によって彼はハドソン湾社のコンサルタントとなり（1926-1931）、毛皮取引に関連して動物の個体数の変動調査を行った。のちにはイギリスで同様のネズミとハタネズミの個体数変動調査を行った。1932年にオックスフォード大学で、動物の個体群変動のデータ収集のための動物集団部を設立した。同年、ジャーナル・オブ・アニマルエコロジーを創刊し初代編集長となった。
1936年にオックスフォード大学の動物生態学の助教授となり、コーパス・クリスティカレッジのシニア研究員となった。第二次世界大戦の間、動物集団部は農業調査委員会からネズミ、マウス、ウサギの個体数の適切な調節法の研究を命じられた。戦争の後、オックスフォードのワイタム地域で、20年にわたる動物と草地、森、水場の相互関係の調査を開始した。大学を退職した後は熱帯アメリカの調査を行った。彼は自然保護と自然保護区の管理の問題に大きな関心を寄せ、1949年のイギリス自然保護協会の設立に奔走した。1953年にロンドン王立協会フェローに選出され、1970年にダーウィン・メダルを受賞した。

## 学術的貢献
1927年に、現在では古典として知られている『動物生態学』を執筆した。これは動物の個体群や群集の生態学的研究のための（例えば食物連鎖、食糧の大きさ、生態的地位、生態系の構造を記述する手法として生態ピラミッドの概念のような）重要な原理を概説している。ニッチ理論に関する後年の研究では、エルトンは動物個体の機能的特性に関連した用語として、現代的な意味でニッチを定義し直した。これは種に適した環境の状態を指すジョセフ・グリンネルの以前の定義と対比してエルトンニッチとも呼ばれる。しかし幾人かの研究者は二つのニッチ概念には相違点より多くの類似点があると主張する。のちにこの概念はジョージ・イヴリン・ハッチンソンによって広められた。
第二次大戦後に外来種が自然の生態系に与える打撃に関心をむけ、1958年の著書『The Ecology of Invasions by Animals and Plants』では生態学の下位分野として「外来種生態学」を提唱した。

## 著作
- Animal Ecology – 1st edn 1927, Sidgwick and Jackson, London. Reprinted several times, e.g. 2001 by The University of Chicago Press, ISBN 0-226-20639-4
  - 2nd edn The ecology of animals, 1946, Methuen, London.
- The Ecology of Invasions by Animals and Plants - 1958, Methuen, London. Reprinted 2000 by The University of Chicago Press, ISBN 0-226-20638-6
- The Pattern of Animal Communities – 1st edn 1966, Methuen, London. 2nd edn 1979, Chapman & Hall, London. ISBN 0-412-21880-1